# Economía ilegal
La economía ilegal es la producción de bienes declarados ilegales en las leyes jurídicas de cada país. Las actividades que forman parte de esta economía son la prostitución, el narcotráfico, contrabando y sobornos, y todas ellas forman indirectamente parte del PIB de cada país.